# 한예주
한예주는 대한민국의 배우이다.

## 학력
- 세종대학교 영화예술학과 학사
- 중앙대학교 예술대학원 공연영상학과 석사

## 출연 작품

### 드라마
- 2019년 MBC 《하자있는 인간들》
- 2020년 KBS2 《비밀의 남자》 - 웨딩 직원 역
- 2021년 TV조선 《결혼작사 이혼작곡》 - 송원의 전 남편의 아내 역
- 2021년 tvN 《마우스》 - 방송국 직원 역
- 2021년 Netflix 《내일 지구가 망해버렸으면 좋겠어》 - 기자 역
- 2021년 KBS2 《신사와 아가씨》 - 명품샵 직원 역
- 2022년 tvN 《군검사 도베르만》 - 기자 역
- 2022년 KBS2 《법대로 사랑하라》 - 유치원 담임 선생님 역
- 2022년 ENA 《얼어죽을 연애따위》 - 예능 작가 역
- 2022년 TVING 《유미의 세포들 2》 - 크리스마스 선물을 판매하는 직원 역
- 2023년 ENA 《종이달》 - 명품관 직원 역
- 2023년 SBS 《7인의 탈출》 - 기자 역
- 2024년 tvN 《눈물의 여왕》 - 아쿠아리움 직원 역
- 2024년 JTBC 《정숙한 세일즈》-